# Urszula Lietke
Urszula Lietke, z d. Morawiak (ur. 10 marca 1951 w Lęborku) – polska piłkarka ręczna, reprezentantka Polski.

## Życiorys
W piłkę ręczną rozpoczęła grać w 1965 w zespole MKS Lębork. W latach 1970–1981 występowała w Starcie Gdańsk. Karierę zakończyła w 1981 z powodu kontuzji kolana.
W młodzieżowej reprezentacji Polski debiutowała w 1969, a w reprezentacji Polski seniorek 29 czerwca 1971 w towarzyskim spotkaniu z Holandią. Wystąpiła na mistrzostwach świata w 1975 (7 miejsce) i mistrzostwach świata grupy B w 1977 (2 miejsce). Ostatni raz w biało-czerwonych barwach zagrała 16 lutego 1978 w towarzyskim spotkaniu z Niemcami. Łącznie w reprezentacji Polski wystąpiła 63 razy, zdobywając 73 bramek.